# Fuori corso (serie televisiva)
Fuori corso è una sitcom italiana trasmessa in prima visione dalla rete televisiva Canale 9 dal settembre 2002 al gennaio 2014.

## Storia
La sitcom, nata da un'idea di Vincenzo Coppola, fu sceneggiata da una coppia di giovani comici napoletani, Ciro Ceruti, Ciro Villano e Lucio Pierri che interpretarono anche i tre protagonisti della serie. 
Rappresentò il primo approccio della rete televisiva Canale 9, che aveva già trasmesso numerosi programmi comici, con la produzione di una situation comedy.
La prima puntata della prima serie andò in onda nel gennaio del 2002 e la trasmissione proseguì, quasi ininterrottamente, la seconda stagione del 2005, la terza stagione del 2006, la quarta stagione sino al 2007. Alle prime quattro stagioni seguì la quinta nel 2011, infine la sesta nel 2013: come dichiarato dagli sceneggiatori, si trattò di un omaggio alla fortunata sitcom in occasione dei dieci anni dalla prima messa in onda.
La sigla conclusiva delle puntate di ogni stagione è Stardust di James Clarke.  

## Trama

### I stagione
Cosimo e Damiano De Santi, interpretati rispettivamente da Ciro Ceruti e Ciro Villano, sono due cugini di origine beneventana, fidanzati con due sorelle (Alfina e Alfonsina) e controllati dal loro cognato, il prete Secondo. Col tempo conoscono Rosario, una ragazza spagnola in Italia per studio, che si finge timida 
agli occhi del sacerdote, pur essendo scaltra e disinvolta. Oltre a lei, conoscono anche 
Andrea, la cui attrice nelle stagioni successive interpreterà Denise. 
La prima è, in realtà, una serie pilota: gli episodi sono versioni grezze, sviluppate nelle stagioni successive. 

### II stagione
Cosimo e Damiano De Santi, come anticipato, sono due cugini trentenni e squattrinati. Originari di Benevento, si trasferiscono a Napoli per studiare, pur essendo pigri e ampiamente fuoricorso. Sono raggiunti in città dal comune cognato, un prete di nome Secondo, cui è affidato il compito di tenerli d'occhio per riferirne il comportamento ai familiari. Il sacerdote è, in realtà, un uomo ingenuo e credulone, che sarà spesso vittima dei loro raggiri. I due sono ufficialmente fidanzati con altrettante sorelle, che mai appariranno in video, dall'aspetto particolarmente sgradevole. La partenza da Benevento ha infatti il vantaggio, per i cugini, di allontanarsi dalle ragazze e dal suocero, un energumeno verso cui hanno un forte timore reverenziale.
Nel condominio in cui risiedono, vivono altre due protagoniste della serie: Rosario, un'astuta e bellissima ragazza spagnola che i ragazzi avevano già conosciuto nel corso della prima stagione, e Bella, una 'non proprio bella' napoletana. I due ragazzi condividono, infine, l'appartamento con Cammela, una studentessa siciliana particolarmente attiva in ambito sociale. 
Tutti gli episodi della serie hanno la stessa ossatura: Cosimo e Damiano si mettono nei guai, spesso causati dall'opportunista Rosario, cercando di uscirne a discapito di Secondo.
Location: appartamento di Cosimo e Damiano

### III stagione
I due cugini ricevono un assegno di 50.000 euro dal suocero che, per legarli ulteriormente a sé, vorrebbe imporgli l'apertura di una macelleria a Napoli. Cosimo e Damiano, tuttavia, decidono di utilizzare il denaro per rilevare un pub, inconsapevoli del fatto che stia fallendo e sia sommerso dai debiti. Rosario è intermediatrice dell'affare: la spagnola mette in contatto i ragazzi con il titolare dell'attività col fine di intascare parte del compenso. I cinque protagonisti della serie, a vario titolo, iniziano così a lavorare. Assumono anche Denise, ragazza ribelle e disinibita, nonché sorella di Andrea, di cui Damiano si innamora perdutamente e che va ad abitare a casa dei cugini.
Allo stesso tempo Rosario, che prima non l'aveva mai visto di buon occhio, rivela a Cosimo di essersi invaghita di lui.
I ragazzi annunciano, quindi, a Secondo di voler rompere il fidanzamento con le sorelle ma, non avendo il coraggio di dirlo al suocero, ricorrono a vari stratagemmi per ritardare la comunicazione, tra cui quello di fingersi preti. Cosimo e Damiano, forti della complicità di Bella e Secondo, si fidanzano così con Rosario e Denise. 
Entra successivamente in scena Benedetta, una ragazza alla pari che Rosario invita a lavorare per il pub in cambio di un posto letto nell'appartamento degli scapestrati cugini. La ragazza, pur essendo una fervente cattolica, ritiene di dover mettere alla prova la propria fede attraverso le tentazioni, motivo per cui assumerà spesso atteggiamenti seduttivi. Di lei si innamora Damiano, causando la furente gelosia di Denise. Al termine della stagione, quest'ultima lascerà il fidanzato e abbandonerà la casa.
Location: appartamento di Cosimo e Damiano; Pub

### IV stagione
Cosimo e Damiano cedono il pub e, con l'aiuto di Secondo, riescono ad ottenere dal suocero un ulteriore assegno da migliaia di euro. 
Cosimo incarica Rosario di cambiare l'assegno in banca per poter pagare i numerosi creditori dell'attività. La spagnola, tuttavia, scappa con il denaro, lasciando la città: i due studenti si ritrovano di nuovo soli e senza un soldo.
Entra intanto in scena Helen, una studentessa di medicina che Damiano aveva conosciuto durante la precedente estate ed alla quale si era descritto come un ricco medico, invitandola a raggiungerlo a Napoli. La ragazza va così a vivere a casa di De Santi, prendendo atto delle bugie raccontate da quest'ultimo.
Dopo la fuga di Rosario, i ragazzi sono disperati: hanno ancora un enorme debito da saldare con i fornitori del pub e con il suocero, da cui avevano ottenuto con l'inganno altro denaro. In questo periodo di tribolazione si verifica un'altra circostanza perturbante: il ritorno di Denise, che contrariamente a quanto spera Damiano, non intende riprendere la storia con lui, ma ha solo bisogno di un tetto. Tra Denise ed Helen inizia un rapporto da "fuoco e fiamme". 
Bella, alla costante ricerca di un compagno, propone a Cosimo di pagare la sua quota di debito in cambio della promessa di fidanzamento. Disgustato, ma con l'acqua alla gola, il ragazzo è costretto ad accettare. Il suocero, Concetto Quagliarone, propone però ai cugini un patto per la cancellazione del debito: fidanzarsi nuovamente con le sue figlie e lavorare gratuitamente per la Banca del Credito Popolare di Arpaia, di cui è azionista di maggioranza. 
Nel corso di questa stagione, più che nelle precedenti, si ricorre spesso al metateatro con i personaggi che richiedono apertamente modifiche alla sceneggiatura, si rivolgono direttamente agli spettatori o ricordano eventi accaduti riferendosi al numero delle puntate.
Location: appartamento di Cosimo e Damiano; Banca

### V stagione
L'atteso ritorno della sitcom si realizza nel 2011 con dinamiche, location e personaggi rinnovati.
Cosimo e Damiano, ormai quarantenni, abitano a Posillipo in una casa molto più grande che il nonno, il dottor Gerardo De Santi, ha lasciato loro in eredità: la condizione da rispettare è terminare il pagamento del mutuo (ben 280 rate restanti) e completare finalmente gli studi. L'eredità del nonno, però, è sfortunatamente ben più ampia. 
Bella, vicina di casa dei due cugini nel corso delle prime stagioni, dovrà convivere con loro: dopo un incidente che l'aveva resa schizofrenica, era stata affidata al dr. De Santi che si era offerto di curarla e tenerla con sé vita natural durante. Se vogliono ereditare la casa, i ragazzi dovranno occuparsi anche di lei.
Entra però in scena Giselle, una escort parigina che aveva sposato il nonno ma, nonostante le alte aspettative, viene esclusa dai lasciti testamentari del de cuius. La ragazza seduce con estrema semplicità anche Damiano, trasferendosi nell'appartamento.
Secondo ha, come dal principio, il compito di sorvegliare i ragazzi, ancora ufficialmente fidanzati con le sue sorelle, ma finisce sempre col dover rimediare ai loro misfatti.
Altri personaggi entrano prepotentemente nella vita dei due protagonisti: Alice, una ragazza madre alla quale subaffittano una stanza; Pino, un criminale fidanzato con Giselle, e sua figlia Mimì, l'infermiera del nonno, che estorcerà spesso denaro ai due.
Location: nuovo appartamento di Cosimo e Damiano; Canonica di Secondo

### VI stagione
Sono trascorsi quattro anni dal giorno in cui Cosimo e Damiano hanno lasciato la casa ereditata dal nonno: tutti i personaggi della sitcom hanno intrapreso strade differenti. Secondo, rientrato da una missione in Africa, gestisce il vecchio appartamento dei ragazzi per affittarne le stanze a studenti universitari. Per strane coincidenze tutti tornano ad abitare nella casa: Cosimo, Damiano, Bella e Denise. A loro si aggiunge una giovane studentessa, Ester. 
Nemmeno il tempo di salutarsi e tutto sembra come dieci anni prima, tutto sembra tornare al proprio posto: Secondo è di nuovo lì, nel mezzo del divano, e tutto ricomincia.
Location: appartamento di Cosimo e Damiano

## Personaggi

### Cosimo De Santi
Cosimo De Santi, interpretato da Ciro Ceruti, è un trentenne originario di Benevento. È uno studente universitario, iscritto alla facoltà di Giurisprudenza con scarso profitto: in dieci anni ha superato un unico esame. Col pretesto di trasferirsi a Napoli per studiare, fugge dalla città natale per allontanarsi dalla fidanzata e dal suocero. Come il cugino, tuttavia, Cosimo conduce a Napoli una vita oziosa, trascorrendo le giornate davanti alla tv o giocando a calcetto con gli amici. Con la complicità di Damiano, tenta spesso di ingannare Secondo per rubargli soldi oppure per far ricadere su di lui la colpa dei suoi misfatti. 
È fidanzato con Alfonsina, figlia del padre di Secondo, di cui è il promesso sposo. Nel corso delle serie, la tradirà fidanzandosi con Rosario, bellissima studentessa spagnola. Nella quarta e nella quinta stagione, sebbene per un interesse economico, si legherà invece a Bella. Proprio nella quarta edizione della sitcom riceverà anche avances poco gradite da Lulù e corteggerà invano Lorena, sua avvenente collega di lavoro. 
All'inizio della sesta stagione rientra a Napoli, raccontando di aver intrapreso un lungo e infruttuoso viaggio in compagnia dell'inseparabile cugino alla ricerca del successo come cantante.
Dalla sceneggiatura è emerso che suo padre si chiama Antonio, mentre sua madre è la sorella gemella della madre di Damiano. Ha un fratello gemello (Ciro), sua nemesi, che appare in pochi episodi della seconda stagione. Il suo film preferito è Incompreso.

### Damiano De Santi
Damiano De Santi, interpretato da Ciro Villano, è beneventano. Giunge a Napoli con Cosimo, suo cugino, per proseguire gli studi universitari in Sociologia: diventerà presto un pigro studente fuori corso. 
A Benevento era suo malgrado fidanzato con Alfina, sorella di Alfonisina: romperà il legame sedotto da Denise, giovane ragazza dal carattere ribelle. Finge spesso di essere più colto e intelligente del cugino, nella gran parte dei casi per far colpo sulle ragazze, ma in realtà si rivela sovente ancor meno sveglio di lui. È abilissimo nell'ingannare Secondo, capacità che supera di gran lunga quella di Cosimo. 
Nel corso della terza stagione, lascia Denise per fidanzarsi con Benedetta, passando "dal diavolo all'acqua santa". La ragazza è infatti molto religiosa, anche se tenterà di sedurre altri uomini per indurli in tentazione. Damiano, così come Cosimo, teme che il suocero possa scoprire la vita sregolata che conduce a Napoli, per cui ricorrerà spesso a stratagemmi per nascondere la realtà. Tra i vari raggiri che ordiranno per raggiungere lo scopo, figurano il fingersi preti, monaci hare krishna e addirittura papi.
Nella quarta stagione della sitcom, tenterà un serrato corteggiamento ad Helen, ricca e viziata studentessa, suscitando la gelosia di Denise. Inizialmente conteso dalle sue, finirà tuttavia per essere accantonato da entrambe. Nella quinta stagione, sarà infine sedotto da Giselle, una escort parigina.  
Le relazioni avviate da Damiano sono accomunate da una costante: il ragazzo, fin troppo ingenuo, si fermerà ad un amore platonico, assistendo inerme ai ripetuti tradimenti delle fidanzate. 
Damiano ha un fratello gemello (Ciro) che entra in scena in alcuni episodi della seconda edizione della sitcom. Nella prima stagione rivela anche di avere una sorella (Elisabetta), smentendo la notizia successivamente. 
Come suo cugino, nel primo episodio dell'ultima stagione rivela di essere appena rientrato da un lungo viaggio intrapreso per avviare un'improbabile carriera da cantante. 
Bella
Bella (Floriana Di Martino) è inizialmente la coinquilina di Rosario, quindi la vicina di pianerottolo di Cosimo e Damiano.
In stridente contrasto col suo nome, Bella è considerata particolarmente brutta. Ciononostante, nel corso della serie approccia diversi uomini: nella terza stagione porta a cena uno studente, seduce con un afrodisiaco il suocero di Cosimo e Damiano, sposa lo sceicco Said Ahmed Lekka-Lek Abudallah, si fidanza con un malato di mente e, nella stagione successiva, fa innamorare un criminale. 
Bella è lo stereotipo della donna ninfomane, tremendamente amante del sesso libero e di gruppo. È inoltre molto ricca: il padre è un imprenditore, proprietario di un'azienda. La ragazza, pur di consumare esperienze sessuali, promette spesso il pagamento di debiti, fitti arretrati o cene al ristorante. Nella quarta e quinta serie, proprio in cambio di una simile promessa, si lega sentimentalmente a Cosimo.
Tra i suoi parenti figura zio Eustachio, uno zio supercentenario che compare in un unico episodio della seconda stagione.
È uno dei personaggi più esilaranti della serie: si esprime talvolta volgarmente, tanto da essere appellata "contessa" e di aver fatto da interprete tra Damiano e una prostituta dal dialetto strettissimo.
Nella quinta stagione, vittima di un incidente, Bella assume comportamenti schizofrenici e, non assistita correttamente dal defunto nonno di Cosimo e Damiano, diverrà parte dell'eredità che i due riceveranno dal de cuius.
Nel corso della sitcom le verranno attribuiti diversi cognomi: Fusco (seconda stagione), Peluso e De Magistris.

### Secondo Quagliarone/Peluso
Secondo (Lucio Pierri) è un prete originario di Panzano, immaginario comune del beneventano. È figlio del macellaio Concetto, un energumeno dai modi triviali, e ha due sorelle (Alfina e Alfonsina), storiche fidanzate di Cosimo e Damiano, mai apparse nella serie ma descritte frequentemente come orribili. Quando i suoi cognatini, questo è il vezzeggiativo cui spesso ricorre, decidono di trasferirsi a Napoli col pretesto di proseguire gli studi, Secondo è costretto a seguirli per controllare il loro comportamento nella metropoli. Diviene sacerdote di una parrocchia, la chiesa di San Pietro Apostolo (seconda stagione), convivendo in canonica con un sagrestano, un personaggio che non apparirà mai in video, ma che si rivelerà particolarmente dispettoso. 
È vittima di Cosimo e Damiano, che non esitano a rubargli soldi o a metterlo nei guai, nonché capro espiatorio per le loro malefatte. In un episodio della seconda stagione emerge che il suo segno zodiacale è lo scorpione e che ha 26 anni.
Secondo nasce come personaggio ingenuo, un credulone che si lascia raggirare facilmente: evolve nel corso della serie, diventando più malizioso, come quando lo si sorprende con giornalini o film erotici. In alcuni episodi viene costretto ad accoppiarsi con Bella e addirittura a sposarsi: è un prete decisamente anomalo.
Al termine della quinta stagione parte per l'Africa, ma rientra a Napoli all'inizio della stagione successiva gestendo il primo, storico appartamento di Cosimo e Damiano, acquistato dal padre.

### Rosario De la Peña
Rosario (Ornella Varchetta) è la coinquilina di Bella. Si trasferisce in Italia dall'Andalusia per proseguire gli studi universitari ma, nonostante viva a Napoli, non perde l'accento marcatamente spagnolo. Rosario è una bella ragazza e, proprio puntando sull'aspetto fisico, riesce spesso ad ingannare Cosimo e Damiano, sottraendo loro cibo e denaro oppure semplicemente mettendoli nei guai. È quindi dipinta come affascinante, ma anche opportunista, scaltra ed egocentrica.
S'innamora di Cosimo e si fidanza con lui nel corso della terza stagione. Sarà lei a convincere gli squattrinati cugini ad acquistare un pub, pur consapevole si tratti di una truffa. 
Il suo nome completo è Maria Consuelo Addolorata Rosario Quana De la Peña, citato in due occasioni nel corso della terza stagione. In un episodio della stessa edizione, invece, temendo di essere incinta, propone a Cosimo di chiamare il proprio figlio come suo padre: Juan Carlos Maria. 
Rosario compare nelle prime tre stagioni della sitcom, uscendo di scena con un furto: nel primo episodio della quarta stagione, in cui non apparirà, si racconta infatti sia fuggita con un assegno che Cosimo aveva ricevuto dall'ex suocero per pagare i debiti accumulati dal pub. 

### Denise
Denise (Mariangela D'Amora) è la sorella gemella di Andrea, personaggio proposto solo nella prima edizione della sitcom. Entrambe conquistano l'amore di Damiano, dando vita a una tormentata relazione. 
Ha, in realtà, anche una seconda sorella (Veronica), che entrerà in scena solo nell'ultima puntata della sesta stagione: una suora novizia sui generis. 
Figlia di una ricca famiglia di avvocati di Afragola, Denise è una ragazza giovane, spigliata e ribelle. Ricorrendo a seduzione e atteggiamenti ammiccanti, riesce ad entrare in casa di Cosimo e Damiano, diventando la loro coinquilina e lavorando come cameriera del pub.
Denise, come Bella, ama il sesso libero ma, contrariamente alla sua amica, riesce a conquistare tutti con la sua avvenenza. Ripetuti sono i tradimenti, e le gag ricavate, con gli abitanti del quartiere.
Dopo l'arrivo in casa di Benedetta, ragazza au pair che lavorerà al pub, e i conseguenti litigi con Damiano, Denise abbandona la casa per circa sei mesi. Rientra direttamente nella quarta stagione, leggermente cambiata: non più alla ricerca di frequenti relazioni, ma con la stessa capacità di approfittarsi dell'ingenuità del "biscottino" Damiano, che costringerà anche ad aprire un conto corrente cointestato.
È una donna moderna, disinibita, brillante e talvolta buffa negli atteggiamenti. Decisamente sopra le righe nei racconti, è solita confidare i suoi incontri segreti al prete Secondo, chiedendone l'assoluzione dai peccati, del quale confesserà di essere innamorata in una puntata della quarta stagione.
Nel primo episodio della sesta edizione della sitcom, rivela di esser partita per un lungo viaggio in Tibet, regione in cui ha aperto un negozio di lingerie, prima di fare rientro a Napoli.

### Benedetta
Interpretata da Marilia Nardo, Benedetta arriva a Napoli al termine di una missione in Africa e viene assunta al pub, su suggerimento di Rosario, come cameriera in cambio di un posto letto in casa De Santi. È molto religiosa, ma la sua fede deve confrontarsi continuamente col peccato, motivo per cui tenta spesso di sedurre gli uomini che incontra. 
Damiano se ne innamora con un colpo di fulmine e, infine, i due si fidanzano.
Il personaggio appare unicamente nella terza stagione della sitcom.

### Helena
Helen è una studentessa, iscritta al primo anno della Facoltà di Medicina. Figlia di una coppia di affermati chirurghi napoletani, è una ragazza ricca e viziata. Non riesce a superare esami universitari, ma ciononostante ritiene di essere già un brillante medico. Convinta dalle bugie di Damiano, che le racconta di essere un affermato imprenditore, si trasferisce nella casa del ragazzo. Corteggiata con insistenza, scatena la gelosia di Denise, con la quale vivrà un burrascoso rapporto di convivenza nel corso della quarta stagione della serie. 

### Giselle
Interpretata da Ada De Rosa, entra in scena nella quinta stagione della serie. È la vedova del nonno di Cosimo e Damiano, nonché fidanzata di Pino, un criminale con la passione per la musica neomelodica. Giselle è un'escort professionista, dal marcato accento francese. Dopo aver saputo di esser stata esclusa dal testamento del defunto, seduce Damiano per trovare un posto nell'appartamento da questi ereditato. Trova spesso il modo per sottrarre soldi ai due protagonisti, che fino all'apertura della successione pagano a lei l'affitto della casa, ma talvolta riesce anche a salvarli col suo lavoro e diventarne complice.

### Pino D'Agosto
Delinquente di professione, è invischiato nel traffico di droga, armi, riciclaggio e prostituzione. È il fidanzato di Giselle ed ha due figlie, la seconda delle quali compare in un'unica puntata della quinta stagione della serie. Le sue entrate in scena sono teatrali e accompagnate da canzoni neomelodiche.  

### Domenica "Mimì" D'Agosto
Interpretata da Simona Ceruti, è l'infermiera del defunto nonno. Ragazza viziata e frivola, conduce una vita mondana e colleziona lauree acquistate dal padre (Pino), un incallito criminale. Chiede frequentemente soldi a Cosimo e Damiano, costretti a badare a lei a causa delle minacce di Pino. Rivela di avere 25 anni e di essere sonnambula. Si fidanza con Ciccio, che viene però sedotto da Giselle su richiesta dei due protagonisti della serie, intenzionati a separarli. 
Nel corso dell'ultima stagione, diviene caposala dell'ospedale in cui lavora e vicina di pianerottolo di Cosimo e Damiano, avendo acquistato l'appartamento di fronte. 
Il personaggio appare nella quinta e sesta stagione della sitcom.

## Personaggi secondari

### Ciro e Ciro De Santi
Interpretati da Ciro Villano e Ciro Ceruti, sono i due fratelli gemelli di Cosimo e Damiano. Businessmen, perennemente impegnati in affari e vita mondana, appaiono in pochi spezzoni di puntate della seconda stagione della sitcom. Sono temuti dai due squattrinati fratelli, per questo convocati da Secondo come spauracchi per invitarli ad assumere una vita più regolare.

### Cammela De Giovanni
Interpretata da Lorena Cacciatore, Cammela è la coinquilina palermitana di Cosimo e Damiano nella seconda stagione. È una convinta ambientalista e attivista politica, sempre in giro per promuovere campagne contro la droga, la mafia, il maltrattamento degli animali e la difesa dell'ecosistema. Detesta i settentrionali perché, a suo dire, guarderebbero con disprezzo i meridionali, ma il reale motivo dell'astio deriva dalla storpiatura del suo nome: un impiegato piemontese, addetto all'ufficio anagrafe di Palermo, la registrò come "Cammela", ignorando volutamente il difetto di pronuncia del padre. Non si conosce la sua età precisa, ma in un episodio rivela di avere un anno meno di Bella. Tra i suoi parenti, oltre al padre, cita il cugino Alfredo e un suo antenato, amante di Anita Garibaldi che gli donò una collana regalatele direttamente dall'eroe dei due mondi.

### Egidio Sarnataro
È il proprietario degli appartamenti in cui vivono Cosimo, Damiano, Rosario e Bella. Sarnataro è spesso a casa dei due ragazzi: la sua frase d'esordio è "Uagliù, è arrivata 'a carta?" con riferimento all'aumento Istat. È innamorato di Rosario e Cammela, ma sposato con una donna che mal sopporta e che lo sorveglia, richiamandolo con una voce stridula ogniqualvolta tenta di corteggiare invano le ragazze. 
Ha un fratello cardinale ed è originario di Telese Terme. All'inizio della terza stagione, Rosario comunica ai ragazzi che gli appartamenti sono stati acquistati dalla signora Cleopatra Pellecchia poiché Sarnataro è "tornato alla casa del padre", lasciando intendere sia morto.

### Molly
È la cugina di Cosimo e Damiano, figlia di Giacinto, il fratello della madri dei due ragazzi emigrato negli USA per cercare fortuna. Dopo la morte del padre si trasferisce in Italia, assecondando le ultime volontà del genitore, per vivere a spese dei suoi cugini. Vivace e iperattiva, creerà sconquasso nella loro vita, causando anche frequenti litigi tra Cosimo e Rosario.
La sua è una breve apparizione nel corso della terza stagione della serie.

### Cleopatra Pellecchia
Interpretata da Melania Esposito, nella terza stagione della serie è la proprietaria dell'appartamento di Cosimo e Damiano. È una donna ricca e viziata, ma spesso sola per i viaggi di lavoro che impegnano il marito. Ha, come animale domestico, un pitone che chiama "il mio cucciolotto".

### Giannattasio Squitieri
Interpretato da Arduino Speranza, è impiegato nella stessa banca in cui lavorano Cosimo e Damiano nella quarta stagione della serie. Dall'aspetto buffo, è spesso oggetto delle battute dei due cugini sulla sua bassa statura. Soffre per la mancanza di una donna, dato che sua moglie lo ha tradito e abbandonato ma, contro ogni pronostico, riesce a conquistare contemporaneamente Denise ed Helen. 
Non ha figli, è orfano di madre, vive con la sua ex suocera ed è stato il fidanzato della pornostar Vanessa Moliero, ignorandone la professione. 
In uno degli ultimi episodi della stagione, i ragazzi organizzano per lui un appuntamento al buio con Bella in modo da farli sorprendere teatralmente da Cosimo, che avrebbe così avuto un pretesto per lasciare la ragazza: in quell'occasione si scopre tuttavia che i due sono cugini.

### Lorena
È impiegata nella banca per la quale lavorano Cosimo e Damiano. Interpretata da Silvana Marconi, è un'avvenente venezuelana con la passione per il ballo.

### Loffredo Vanvitelli
Loffredo Vanvitelli è un anziano signore, interpretato da Ciro Ceruti, che per sentirsi meno solo e occupare il tempo, si reca quotidianamente in banca chiedendo informazioni su un investimento da 200 euro. 
È un ex ferroviere, naturalmente in pensione, ha dei figli maschi ed è fidanzato con la sua badante, una polacca di nome Ljudmila. Esilaranti le gag con Damiano, basate su errori di pronuncia e fraintendimenti.

### Ludovica "Lulù" Santoro
Interpretata da Luisa Esposito, è una camionista che vive nell'appartamento sovrastante quello di Cosimo e Damiano. È un personaggio volgare, aggressivo e violento. 
Innamorata del suo camion, si invaghisce di Cosimo che, non ricambiando il sentimento, prova a  lasciarla in ogni modo senza incappare nella sua ira. Appare nella quarta stagione della serie.

### Patty
Patty è una ragazza romana, erroneamente convinta che la casa di Cosimo e Damiano sia la copertura di un set televisivo e che i due cugini siano impresari dello spettacolo in incognito. 
Irrompe in casa per sottoporsi a dei provini, ma viene sempre cacciata in malo modo. 
Appare unicamente nella quarta stagione della sitcom. 

### Alice Pepe
Alice è una ragazza madre che lavora per le pompe funebri. Dati i notevoli problemi economici, chiede a Cosimo e Damiano ospitalità per sé e il suo Paolino. Si innamora di Cosimo che, al pari del cugino, la rifiuta e schernisce per l'evidente sovrappeso. 
Entra in scena nella quinta stagione della serie e, per lo più, tenta inutili approcci con Cosimo, spesso spaventandolo.

### Pasquale "Paco" Sanità
Paco Sanità è un cantante neomelodico dalle dubbie qualità canore. Rozzo e ignorante, corteggia inutilmente Mimì ed Ester nel corso della sesta stagione. È interpretato da Pasquale De Rosa. 

### Il dottor Fusco
Interpretato da Massimo Carrino, entra in scena nell'ultima stagione della serie. È un bizzarro impresario che promette di spalancare ai due cugini beneventani le porte del successo. Cialtrone e affabulatore, riscuote tuttavia l'incondizionata fiducia di Damiano.

### Altri personaggi
Singole apparizioni, nel corso delle sei edizioni della sitcom, sono state realizzate da:
- Trio comico Ardone-Peluso-Massa, che interpretarono agenti di Polizia sotto copertura (prima stagione);

- Simona Di Nardo, nel ruolo di un'ispettrice dell'ASL (prima stagione);
- Rosario Giglio, che interpreta un assassino ricercato dalla Polizia (prima e seconda edizione);

- Gino Cogliandro, come impresario delle pompe funebri (seconda stagione);

- Ernesto Lama, nel ruolo di un criminale innamorato di Rosario (terza stagione);

- Rosaria Russo, nel duplice ruolo delle madri di Cosimo e Damiano De Santi (terza stagione);

- Carolina Marconi, che interpretò se stessa durante un viaggio di lavoro a Napoli (quarta stagione);
- Monica Sarnelli, breve apparizione nel ruolo di se stessa (sesta stagione).

## Episodi
| Stagione         | Episodi | Prima TV  |
| ---------------- | ------- | --------- |
| Prima stagione   | 15      | 2002      |
| Seconda stagione | 42      | 2005      |
| Terza stagione   | 56      | 2006      |
| Quarta stagione  | 46      | 2007      |
| Quinta stagione  | 30      | 2011      |
| Sesta stagione   | 14      | 2013-2014 |